# Reportage imaginaire sur un festival pop américain (comédie musicale)
Pour les articles homonymes, voir Reportage imaginaire sur un festival pop américain.
 (février 2024).
Si vous disposez d'ouvrages ou d'articles de référence ou si vous connaissez des sites web de qualité traitant du thème abordé ici, merci de compléter l'article en donnant les références utiles à sa vérifiabilité et en les liant à la section « Notes et références ».
Reportage imaginaire sur un festival pop américain (hongrois : Képzelt riport egy amerikai popfesztiválról) est une comédie musicale hongroise dont la première a été jouée le 2 mars 1973 au Théâtre de la Gaieté, à Budapest.
Le spectacle, qui s'inspire du roman homonyme de l'écrivain hongrois Tibor Déry, a été écrit et composé par le compositeur Gábor Presser (en), la parolière Anna Adamis (hu) et le metteur en scène Sándor Pós (hu). 
Immense succès dès sa première représentation, elle a été jouée dans plusieurs villes de Hongrie puis d'Europe, et a été adaptée en anglais en 1986 afin d'être présentée aux États-Unis.